# Schmidtsiepen
Schmidtsiepen ist ein Ortsteil von Halver im Märkischen Kreis im Regierungsbezirk Arnsberg in Nordrhein-Westfalen (Deutschland).

## Lage und Beschreibung
Schmidtsiepen liegt östlich des Halveraner Hauptortes auf 385 Meter über Normalnull an der Landesstraße L892. Nachbarorte sind Mittelherweg, Berge, Lingen, Grund, Siepen, Schröders Herweg und der Herweger Schleifkotten. Nördlich von Schmidtsiepen erhebt sich mit 401,6 Meter über Normalnull der Brehenberg, südwestlich mit 395,3 Meter der Hundsberg.
Während sich die Wohnbebauung nördlich der Landesstraße befindet, hat sich an der Straße großflächig Gewerbe angesiedelt. Südlich vom Ort verläuft der von der Schleifkottenbahn GmbH betriebene Streckenabschnitt der Wuppertalbahn.

## Geschichte
Schmidtsiepen wurde erstmals 1818 urkundlich erwähnt, die Entstehungszeit der Siedlung wird im Zeitraum zwischen 1775 und 1800 vermutet. Schmidtsiepen war ein Abspliss von Mittelherweg.
1818 lebten sechs Einwohner im Ort. Laut der Ortschafts- und Entfernungs-Tabelle des Regierungs-Bezirks Arnsberg wurde Schmidtsiepen als Kotten kategorisiert und besaß 1838 eine Einwohnerzahl von 17, allesamt evangelischen Glaubens. Der Ort gehörte zur Ehringhauser Bauerschaft innerhalb der Bürgermeisterei Halver und besaß zwei Wohnhäuser und eine Fabrik bzw. Mühle.
Das Gemeindelexikon für die Provinz Westfalen von 1887 gibt eine Zahl von 18 Einwohnern an, die in zwei Wohnhäusern lebten.
Seit dem Frühmittelalter (nach anderen Angaben seit vorgeschichtlicher Zeit) führte an Schmidtsiepen eine bedeutende Altstraße von Köln über Wipperfürth, Halver, Lüdenscheid, Werdohl und Arnsberg nach Soest vorbei, ein Handels-, Pilger- und Heerweg. Aus diesem Grund haben sich im Wald nördlich von Grünewald Hohlwegbündel und eine wegsperrende Landwehr erhalten.